# Eisai
Eisai Myōan (明菴栄西, anche: Yōsai o Senso Kokushi; Okayama, 27 maggio 1141 – Kyoto, 2 luglio 1215) è stato un monaco buddista giapponese, Tendai, tradizionalmente considerato il fondatore dello Zen Rinzai.
Eisai nacque nel 1141 (o 1140) presso una famiglia di sacerdoti scintoisti del santuario Kibitsu  a Bizen (oggi Okayama). Studiò fin da giovane il Buddismo e a quattordici anni entrò come shami (沙彌, sanscrito: sramanera) nel monastero Enryaku-ji sul Monte Hiei, sede della scuola buddista Tendai. 
In quei tempi il Monte Hiei non era la sede di monaci dediti al solo studio e alle pratiche meditative dello shikan (止觀), ma anche sede di monaci guerrieri, gli sōhei, dediti alla guerra. 
In questo ambiente fortemente contraddittorio, Eisai, come altri giovani monaci, fu spinto dal desiderio di rigenerare la scuola Tendai fondata da Saichō (最澄, 767-822) alcuni secoli prima. Con questo spirito, nel 1168 compì un viaggio in Cina dove risiedette per sei mesi nei monasteri di scuola  Tiāntái (天台宗), procurandosi numerosi scritti che riportò in Giappone consegnandoli all'abate dell'Enryaku-ji. 
In questo primo viaggio in Cina, Eisai ebbe brevi contatti con il Buddismo Chán, ma non ebbe modo di approfondire gli insegnamenti di questa scuola. Rientrato in Giappone si attivò per la riforma del Buddismo Tendai promuovendo incontri sul Sutra del Loto, fondando comunità di allievi ed eseguendo rituali esoterici per la cura delle malattie. 
Nel 1187, decise di imbarcarsi nuovamente per la Cina con l'intenzione di raggiungere l'India e ritrovare i luoghi e gli antichi insegnamenti del Buddha Śākyamuni. Arrivato in Cina, le autorità cinesi non gli consentirono tuttavia di proseguire verso l'India, questo per l'instabilità dei confini dell'Impero di Mezzo. Eisai decise quindi di dirigersi verso i Monti Tiāntái sede della scuola cinese Tiāntái fondata da Zhìyǐ (智顗, 538-597) nel VI secolo e all'origine della scuola Tendai. Qui incontrò il maestro Chán del ramo Huánglóng (黃龍, giapp. Ōryū) della scuola Línjì (臨濟宗, giapp. Rinzai-shū),  Xūān Huáichǎng (虛庵懷敞, giapp. Kian Eshō, date non disponibili). 
Quattro anni dopo, poco prima di ripartire nel 1191, Eisai ottenne l'ordinazione monastica completa e il certificato di illuminazione (印可, cin.  yìnkě, giapp. inka) da parte di Xūān Huáichǎng. 
Rientrato in Giappone si attivò subito per promuovere le dottrine Chán (giapp. Zen) nei monasteri Tendai fondando piccoli templi dove si praticava lo studio del Sutra del Loto unitamente allo zazen così come insegnato nelle scuole del Buddismo Chán. Tutto questo portò alcuni monaci dell'Enryaku-ji ad accusarlo di eresia di fronte alla Corte imperiale, chiedendo che gli fosse proibito l'insegnamento dello Zen. A sua difesa Eisai scrisse il Kōzen gokoku ron (興禪護國論, A difesa dello Zen per il bene del Paese) dove sosteneva con vigore che la dottrina Zen era stata già portata in Giappone e diffusa dallo stesso fondatore del Buddismo Tendai, Saichō, il quale in effetti aveva portato, agli inizi del IX secolo, i lignaggi del Buddismo Chán Beizōng  (北宗禪, Scuola Chán settentrionale) e della scuola buddista Chán denominata Niútóuchán (牛頭禅), che scomparirà dalla Cina pochi decenni dopo e che Saichō aveva trasferito in Giappone come scuola Gozu. Non solo, nel suo testo Eisai difese l'utilità del Buddismo Zen per il rinnovamento dello stesso Buddismo in Giappone e per il bene del Paese. 
Nel 1202, dopo un viaggio lungo il Giappone orientale, Eisai rientrò a Kyoto dove lo Shōgun Minamoto no Yoriie (源頼家, 1182-1204) gli accordò la sua protezione autorizzandolo a erigere il tempio Kennin-ji dove il Buddismo Zen poteva essere studiato di concerto con quello Tendai e quello esoterico (密教 Mikkyō). 
Nel 1204, Eisai diffuse un nuovo testo, il Nippon buppō chūkō ganbun (Appello per il restaurazione del Buddismo giapponese), anche questo per stimolare la restaurazione del Buddismo in Giappone. 
Nel 1215 poco prima di morire, Eisai visiterà, a Kamakura, lo Shōgun Minamoto no Sanetomo  (源実朝, 1192-1219) a cui presenterà un trattato sulla salubrità del tè, il Kissa Yōjōki (喫茶養生記, Come rimanere in buona salute bevendo il te), bevanda che egli aveva importato dalla Cina nel suo secondo viaggio. 
Prima di morire passò la trasmissione al suo discepolo Myōzen (明全, 1184-1225), il quale alcuni anni dopo partirà per la Cina accompagnato da un altro monaco Tendai interessato allo Zen, Dōgen (道元, 1200-1253), il quale fonderà, alcuni anni dopo il suo rientro in Giappone, la scuola Soto Zen. 
Nel 1225, Myōzen morirà in Cina, presso il monastero Tiāntóng-sì  (天童寺). Con lui si estinguerà il ramo Zen Rinzai Ōryū. Il lignaggio Zen Rinzai verrà nuovamente introdotto in Giappone, dalla Cina, alcuni anni dopo da altri maestri che saranno, tuttavia, di ramo Yōgi (楊岐, pinyin Yángqí) e che, a differenza di Eisai, separeranno la scuola Zen dalla scuola Tendai.